# 泣かないで (羞恥心の曲)
「泣かないで」（なかないで）は、羞恥心の通算2枚目のシングル。2008年6月25日にFLIGHT MASTER（ポニーキャニオン）から発売された。

## 解説
2008年6月からフジテレビ系『クイズ!ヘキサゴンII』のエンディング・テーマとして、1stシングル「羞恥心」に代わりオンエアされた楽曲。「羞恥心」に続き、カシアス島田作詞・プロデュース、高原兄作曲で制作された。
振り付け担当も前作に続いてカーニバル三浦。振りの特徴の1つとして、サビのところで手を頭上で回転させる振りが前作から継承されている点が挙げられる。楽曲コスチュームは、裾の長い背広と白いシルクハットの紳士的な服装が特徴となっている。
失恋した女性を慰めてあげようとする男性を描いた歌詞。歌詞にある「TEQUIERO」（読み:テ・キエロ）は、スペイン語で「あなたを愛しています」であるが、楽曲中では「テキューロ」と歌われている。これについてリーダーのつるの剛士は「本当は好きな彼女に愛してると言いたいけど、うまく言えそうにないからあえてスペイン語で言ったけど、俺たち3人みたいなおバカな男の子が結局間違えて言ってしまった」という裏テーマがあると語っている。シャ乱Qのつんくが日本テレビ系『人生が変わる1分間の深イイ話』に出演した際、「泣かないで」の歌詞を絶賛していた。
上地が歌う「約束だよ」という最後の部分は当初はメロディが存在しCDでも普通に歌っていたものの、実際に歌を披露する際に「歌いにくい」という理由で上地がセリフ化させた。以降のPVも一部の部分に差異が出ている歌唱版（めったに見ることが出来ない）とセリフ版の2種類作られている。
CDパッケージは、初回盤・通常盤ともにDVD付。ほか、初回生産分のみの特典として、トレーディングカードがランダムで1枚封入された（下記「封入特典（初回盤）」参照）。CD帯裏には、封入トレーディングカード全種が抽選でプレゼントされる応募券が付いていた。
発売日である6月25日に大阪（千里セルシー）、名古屋（アスナル金山）、川崎（ラゾーナ川崎プラザ）にて発売記念イベントを行った。観客動員数は大阪・名古屋では6000人、川崎では12000人と、それぞれの会場での観客動員数記録を更新した（2008年夏当時）。
2011年1月8日に日本武道館で行われた『ドリームジャンボつるの祭り』で、リーダーのつるのがこの楽曲をソロでカバーしている。その音源はiTunesでダウンロードできる。

## オリコンチャート
オリコンでは、デイリーチャート初登場となった2008年6月24日付で前作を大きく上回る指数で好発進したものの、同日発売の嵐「One Love」に倍以上の大差をつけられ2位となった。しかしその後、6月26日付では指数差約100にまで縮まり、6月27日付では指数差約5000でデイリーチャート1位を記録した。その後29日付まで3日連続1位を獲得した。その結果、週間2位であったものの、初動は前作を大幅に上回り、初動のみで20万枚を突破した。
当シングルの発売直後に1stシングル「羞恥心」の売上げも伸び、デイリーチャート7位・週間チャート9位にまで再浮上し、累積売上が40万枚を超えた。その後2008年11月24日付週間チャートまで21週連続200位以内にランクインした。
年間ランキングでは、15位のMr.Childrenの「GIFT」にごく僅かの差で16位となった。

## 収録曲

### CD
1. 泣かないで [3:52]
作詞：カシアス島田、作曲：高原兄、編曲：斎藤文護、岩室晶子
CX系『クイズ!ヘキサゴンII』 エンディングテーマ
2. 泣かないで（カラオケ）

### DVD
1. 泣かないで 振り付け映像（マルチアングル）
2. 泣かないで スペシャルアニメ&ドラマ

## 封入特典（初回盤）
1stシングルと同じように初回盤と通常盤があり、初回盤のみの封入特典としてトレカ1枚（全18種類、一部アンガールズなどが写り込んでいるものもある）が封入された。

## 収録アルバム
- WE LOVE ヘキサゴン（2008年10月22日） - DVDにPVも収録されている